# 逢妻村 (愛知県西加茂郡)
逢妻村（あいづまむら）は、かつて愛知県西加茂郡にあった村。
現在の豊田市の一部（本地町・土橋町・千足町など）に該当する。
村名は、この地域が逢妻男川、逢妻女川に挟まれていることに由来するという。

## 歴史
- 1889年（明治22年）10月1日 - 本地村、土橋村、千足村 が合併し、逢妻村が発足。
- 1906年（明治39年）7月1日 - 挙母町、梅坪村、宮口村、根川村と合併し、挙母町が発足。同日逢妻村は廃止。